# Развој светског рекорда на 400 метара у дворани за жене
Први светски рекорд на 400 метара у атлетици у дворани за жене признат је од ИААФ (International Association of Athletics Federations – Међународна атлетска федерација), 1950. године. Први рекорди су мерени ручно (штоперицом).
Од 1900, ИААФ прихватала је резултате мерене ручно и електронским путем за дисциплине трчања на 100, 200 и 400 метара. Од 1. јануара, 1977, ИААФ за ове дисциплине признаје само резултате мерене електронским путем и приказаном времену на стотинке секунде.
ИААФ је до 31. 1. 2018. године ратификовала 1 светски рекорд у женској конкуренцији.

## Рекорди мерени ручно 1950–69.
| Ручно | Електронска | Атлетичарка      | Земља            | Место                           | Датум            |
| ----- | ----------- | ---------------- | ---------------- | ------------------------------- | ---------------- |
| 60,1  |             | Зоја Петрова     | Совјетски Савез  | Лењинград, СССР                 | 1950.            |
| 59,2  |             | Надежда Смирнова | Совјетски Савез  | Лењинград, СССР                 | 17. март 1951.   |
| 58,6  |             | Полина Лазарева  | Совјетски Савез  | Лењинград, СССР                 | март 1953.       |
| 58,1  |             | Хелга Хенинг     | Западна Немачка  | Штутгарт, Западна Немачка       | 11. март 1961.   |
| 56,5  |             | Хелга Хенинг     | Западна Немачка  | Западни Берлин, Западна Немачка | 9. март 1963.    |
| 56,5  |             | Маргарет Бушер   | Западна Немачка  | Западни Берлин, Западна Немачка | 9. март 1963.    |
| 55,8y |             | Џуди Полок       | Аустралија       | Сан Франциско, САД              | 9. јануар 1965.  |
| 55,6y |             | Џуди Полок       | Аустралија       | Бостон, САД                     | 16. јануар 1965. |
| 55,6y |             | Џуди Полок       | Аустралија       | Њујорк, САД                     | 28. јануар 1965. |
| 54,0  |             | Џанел Смит       | Сједињене Државе | Западни Берлин, Западна Немачка | 7. април 1965.   |
| 54,0  |             | Колет Бесон      | Француска        | Београд, Југославија            | 8. март 1969.    |

"y" – време постигнуто на 440 јарди и прихваћено као рекорд на 400 метара

## Рекорди мерени електронски од 1963.
Рекорди ратификовани од ИААФ-а
| Време  | Атлетичар            | Земља            | Место                     | Датум             | Трајање             |
| ------ | -------------------- | ---------------- | ------------------------- | ----------------- | ------------------- |
| 57,5y  | Абигејл Хофман       | Канада           | Њујорк, САД               | 23. фебруар 1963. |                     |
| 56,38‡ | Гизела Копке         | Западна Немачка  | Мадрид, Шпанија           | 9. март 1968.     |                     |
| 55,87‡ | Наталија Печонкина   | Совјетски Савез  | Мадрид, Шпанија           | 9. март 1968.     |                     |
| 55,29‡ | Наталија Печонкина   | Совјетски Савез  | Мадрид, Шпанија           | 9. март 1968.     |                     |
| 53,7   | Кристел Фрезе        | Западна Немачка  | Беч, Аустрија             | 14. март 1970.    | 0 дана              |
| 53,01  | Мерилин Нојфвил      | Велика Британија | Беч, Аустрија             | 14. март 1970.    | 3 године и 361 дан  |
| 52,44  | Надежда Иљина        | Совјетски Савез  | Гетеборг, Шведска         | 10. март 1974.    | 1 година и 334 дана |
| 52,28  | Рита Вилден          | Западна Немачка  | Дортмунд, Западна Немачка | 7. фебруар 1976.  | 15 дана             |
| 52,26  | Рита Вилден          | Западна Немачка  | Минхен, Западна Немачка   | 22. фебруар 1976. | 1 година и 2 дана   |
| 51,80  | Марита Кох           | Источна Немачка  | Милано, Италија           | 24. фебруар 1977. | 0 дана              |
| 51,57  | Марита Кох           | Источна Немачка  | Милано, Италија           | 24. фебруар 1977. | 17 дана             |
| 51,14  | Марита Кох           | Источна Немачка  | Сан Себастијан, Шпанија   | 13. март 1977.    | 3 године и 321 дан  |
| 49,64  | Јармила Кратохвилова | Чехословачка     | Беч, Аустрија             | 28. јануар 1981.  | 1 година и 38 дана  |
| 49,59  | Јармила Кратохвилова | Чехословачка     | Милано, Италија           | 7. март 1982.     | 43 године и 78 дана |

"‡" − Незванично електронско време
"y" – време постигнуто на 440 јарди и прихваћено као рекорд на 400 метара